# پولاکا (آریزونا)
پولاکا (به انگلیسی: Polacca) یک منطقهٔ مسکونی در ایالات متحده آمریکا است که در شهرستان ناواهو، آریزونا واقع شده‌است. پولاکا ۱٬۷۷۰٫۹۱ متر بالاتر از سطح دریا واقع شده‌است.